# Proiectul Hail Mary
Project Hail Mary (Proiectul Hail Mary) este un roman științifico-fantastic din 2021 al romancierului american Andy Weir. Amplasat în viitorul apropiat, se concentrează asupra lui Ryland Grace, un profesor de școală care a devenit astronaut, după ce acesta se trezește pe navă dintr-o comă, fiind afectat de amnezie. El își amintește treptat că a fost trimis în sistemul solar Tau Ceti, la 12 ani lumină de Pământ, pentru a găsi o modalitate de a inversa un eveniment de diminuare a luminii solare care ar putea duce la dispariția umanității.
A avut recenzii în general pozitive și a fost finalist pentru Premiul Hugo pentru cel mai bun roman în 2022 (premiu câștigat de Arkady Martine pentru A Desolation Called Peace). Audiobookul integral este citit de Ray Porter⁠(d). Drepturile de ecranizare au fost achiziționate de Metro-Goldwyn-Mayer. Drew Goddard⁠(d) (care a adaptat Marțianul, debutul literar al lui Weir, într-un film omonim din 2015) a fost angajat să adapteze cartea într-un film, cu actorul Ryan Gosling atașat proiectului să joace rolul lui Grace.

## Rezumat

### Structură narativă
Romanul urmărește două povești, fiecare spusă cronologic, începând cu povestea de la bordul navei spațiale Hail Mary, unde Ryland Grace își recapătă memoria treptat. Această poveste este frecvent întreruptă de flashback-uri care dezvăluie evenimente anterioare care au dus la lansarea navei Hail Mary (Ave Maria).

### Înainte de lansare
În viitorul apropiat, se observă un eveniment global de diminuare, care coincide cu formarea unei linii strălucitoare de la Soare la Venus. Rata exponențială de estompare este calculată și rezultă că va urma o eră glaciară catastrofală în decurs de 30 de ani. O sondă spațială este folosită pentru a descoperi că linia pare să conțină microbi extratereștri. Guvernele lumii cooperează, oferind fostului administrator al Agenției Spațiale Europene (ESA) Eva Stratt autoritate unilaterală și imunitate legală pentru a rezolva problema.
Stratt îl nominalizează pe Ryland Grace, profesor de liceu (gimnaziu) și fost biolog molecular, ca prima persoană care să studieze un eșantion din organismul recuperat de pe Venus, deoarece ea îl consideră dispensabil, iar cercetările sale ca biolog molecular au prezis tipul de viață suspectat că ar conține eșantionul. El descoperă că organismul unicelular consumă toate formele de radiații electromagnetice și folosește energia radiantă pentru a se mișca. Deoarece organismul consumă energia Soarelui, Grace îl numește „astrofag” (în greacă pentru „mâncător de stele”). Ulterior, Grace descoperă că astrofagii se reproduc hrănindu-se cu căldura Soarelui și cu dioxidul de carbon de pe Venus. Alți oameni de știință descoperă că astrofagul folosește conversia masă-energie prin neutrini și poate fi crescut în masă pentru a fi folosit ca un combustibil pentru rachete.
Datele astronomice arată că astrofagii au infectat și au estompat stelele din apropiere, dar o stea, Tau Ceti, a rezistat în mod neașteptat infecției cu astrofag. O navă stelară alimentată cu astrofagi, Hail Mary, este dezvoltată pentru a călători spre Tau Ceti pentru a descoperi cunoștințe despre rezistența la astrofagi și pentru a trimite descoperirile înapoi pe Pământ cu mini-nave fără pilot („gândaci” Beetles, fiecare fiind numit după un membru Beatles). Hail Mary poate fi alimentată și folosită doar pentru o călătorie dus, ceea ce o face o misiune sinucigașă.
Stratt ordonă eliberarea de metan din Antarctica pentru a reduce răcirea globală, dar amenințarea foametei și a războaielor pentru alimente pe Pământ rămâne timp de 26 de ani cât se preconizează că va dura misiunea Hail Mary.
Deoarece echipajul de trei astronauți va călători în comă pentru a evita probleme psihiatrice, potențialii astronauți sunt restricționați la persoane cu gene rezistente la comă, inclusiv Grace. Stratt îi cere lui Grace să antreneze experții în știință pentru misiune, dar experții în știință sunt uciși într-o explozie indusă de astrofagi cu puțin timp înainte de lansare. Fără a avea timp să antreneze un înlocuitor, Stratt îi cere lui Grace să se alăture misiunii. Când el refuză, ea îl forțează. Grace amenință cu sabotajul, așa că i se administrează un sedativ înainte de lansare, iar un medicament care induce amnezia temporară urmează să-i fie administrat cu puțin timp înainte ca el să se trezească.

### La bordul luiHail Mary
Ryland Grace iese din comă fără a-și aminti identitatea sau situația sa. Pe măsură ce misiunea continuă, Grace deduce ce s-a întâmplat, în timp ce memoria îi revine treptat. Grace constată că membrii echipajului său au murit pe drum și le face o înmormântare în spațiu.
Hail Mary ajunge curând în sistemul Tau Ceti unde este abordată de o navă extraterestră, pe care Grace o numește „Blip-A”. Cealaltă navă indică faptul că sistemul său stelar de origine 40 Eridani este, de asemenea, afectat de infecția cu astrofagi. Blip-A se cuplează cu Hail Mary, iar cele două nave stabilesc primul contact. Grace dezvoltă un sistem pentru a comunica cu un extraterestru cu cinci picioare asemănător păianjenului, pe care Grace îl numește „Rocky” datorită exoscheletului său asemănător pietrei. Rocky, un inginer priceput, se află în sistemul Tau Ceti de 46 de ani, el fiind ultimul supraviețuitor al echipajului său. Grace deduce că ceilalți au murit din cauza radiațiilor spațiale, un concept necunoscut pentru eridani.
De asemenea, nefamiliarizați cu conceptul de relativitate, eridianii au supraestimat mult cantitatea de combustibil necesară pentru o călătorie dus-întors spre Tau Ceti, iar Blip-A are suficient combustibil  astrofag pentru ca ambele nave să se întoarcă pe planetele lor. Grace își dă seama că ceea ce a fost odată o misiune sinucigașă se poate termina cu întoarcerea sa pe Pământ. Începe să aibă fantezii despre confruntarea sa cu Stratt pentru că l-a forțat să plece.
Grace și Rocky descoperă planeta natală a astrofagilor pe orbită în jurul stelei Tau Ceti, pe care Rocky o numește după partenerul său. Grace se hotărăște să boteze planeta „Adrian” ca traducere în limba engleză, după Adrian Pennino⁠(d), soția fictivului Rocky Balboa (adică planeta poartă numele unui alt „partener al lui Rocky”). Cei doi descoperă că atmosfera planetei conține un prădător natural al astrofagului. În timp ce colectează o probă de pe Adrian printr-un lanț lung de 10 kilometri, apare o fisură a  fuzelajului din cauza ionizării induse de astrofag în atmosfera planetei Adrian, iar Grace și Rocky își riscă viața pentru a se salva unul pe celălalt. Grace este grav ars când îl salvează pe Rocky, care a suferit răni grave, dar în cele din urmă își revine. În eșantion, au descoperit că prădătorul astrofagului este un microb pe care Grace îl numește „Taumoeba”.
Are loc o epidemie de Taumoeba pe Hail Mary, unde toți astrofagii din rezervoarele de combustibil ale navei sunt consumate de Taumoeba. Navele lui Grace și Rocky intră pe o orbită în declin deasupra planetei Adrian. Ei scapă prin montarea navelor gândaci pe carena navelor pentru a-i folosi ca mini propulsoare. Grace și Rocky folosesc apoi reproducerea selectivă pentru a produce Taumoeba care poate supraviețui în ambele sisteme solare de acasă.
Rocky alimentează Hail Mary și se despart. Pe drum, Grace descoperă că a dezvoltat din greșeală abilitatea microbilor Taumoeba de a pătrunde și de a scăpa din containerele lor, pentru a evita azotul toxic pe care îl reproduc pentru a rezista. Deși Grace rezolvă problema pe Hail Mary, el își dă seama că Blip-A este făcut din același material ca acele recipiente (xenonit, un compus din xenon cu o rezistență extraordinară la tracțiune și rezistență la căldură) și că Taumoeba ar fi consumat tot combustibilul, lăsându-l pe Rocky blocat.
Din cauza rezervei limitate de hrană, Grace este forțat să aleagă între a se întoarce personal pe Pământ ca erou, dar să-i condamne pe eridani, sau să-i salveze pe Rocky și pe eridani, dar apoi să moară de foame pe planeta Erid (eridanii consumă alimente cu o compoziție chimică similară, dar care conțin un procent ridicat de metale grele toxice). Grace alege a doua variantă, trimițând navele gândaci înapoi pe Pământ cu Taumoeba, în timp ce localizează Blip-A rămasă fără combustibil și se reîntâlnește cu Rocky la trei luni după despărțirea lor. Rocky este nespus de bucuros și subliniază posibilitatea ca Grace să consume din Taumoeba, oferindu-i o șansă de supraviețuire.
Ajung pe Erid, unde rezolvă problema cu astrofagii din sistem. Folosind arhiva digitală de cunoștințe umane oferită lui Grace de către Stratt, eridanii construiesc un sistem care să-i permită lui Grace să trăiască pe Erid, unde devine un profesor al tinerilor eridani. Aproximativ 16 ani mai târziu (timpul necesar pentru ca lumina de la Soare să ajungă la Erid), Rocky îi spune lui Grace că și infecția cu astrofagi din jurul Soarelui s-a diminuat, ceea ce înseamnă că misiunea lui Grace a fost un succes și că oamenii de știință de pe Pământ au găsit o soluție după întoarcerea navelor gândaci. Aflând că omenirea a supraviețuit pe Pământ, Grace se gândește să se întoarcă pe Pământ, cu Hail Mary încă operațională și pe orbită în jurul lui Erid, dar trebuie să se gândească dacă va face această călătorie, deoarece are prieteni pe Erid (în special pe Rocky) și consideră că noua sa carieră de profesor este plină de satisfacții, de asemenea se confruntă și cu unele probleme ușoare de sănătate din cauza îmbătrânirii și a șederii în hipergravitație pentru o perioadă lungă de timp. Nu se știe care este soarta sa finală, dar este probabil să fi rămas pe planeta Erid.

## Personaje
- Ryland Grace – protagonistul romanului, un biolog molecular deziluzionat care ajunge profesor de științe de liceu înainte de a fi recrutat pentru a studia astrofagii de către Eva Stratt.
- Eva Stratt – o olandeză, anterior administratoare la Agenția Spațială Europeană, căreia i se dă ulterior autoritatea absolută de a opri astrofagii, ceea ce duce la misiunea Hail Mary. Weir o descrie pe Stratt, împreună cu Grace, ca cei doi „eroi” umani ai cărții.
- Rocky – Un inginer extraterestru din sistemul 40 Eridani a cărui planetă este amenințată la fel de astrofagi. Datorită apropierii sale de combustibilul astrofag, el supraviețuiește radiațiilor spațiale, în timp ce colegii săi din echipaj mor. Rocky o întâlnește în cele din urmă pe Hail Mary și lucrează împreună cu Grace.
- Yáo Li-Jie – Comandantul planificat al echipajului Hail Mary. Acesta moare în drum spre Tau Ceti.
- Olesya Ilyukhina – Inginerul destinat și specialistul EVA al echipajului de pe Hail Mary, obscen, hedonist și vesel. Ea moare în drum spre Tau Ceti.
- Dr. Lokken – Un om de știință norvegian care ajută la proiectarea lui Hail Mary și a gravitației sale de rotație, precum și la protecția împotriva radiațiilor. Are o scurtă rivalitate cu Grace pentru o lucrare academică pe care a scris-o.
- Dimitri Komorov - Un om de știință rus care dezvoltă sistemul de propulsie bazat pe astrofagi pentru Hail Mary și descoperă proprietățile sale de conversie în masă.
- Steve Hatch – Un cercetător de la Universitatea din Columbia Britanică. El dezvoltă sondele „Beetle” și este un fan pasionat al The Beatles. Este descris ca fiind foarte vorbăreț și optimist.
- Martin DuBois – Un american și consilier științific desemnat în misiunea Hail Mary. El moare într-o explozie cu nouă zile înainte de lansare. El este descris ca fiind onest și sociabil.
- Annie Shapiro – Consilierul științific de rezervă al misiunii Hail Mary. Ea moare cu Martin în aceeași explozie.
- Robert Redell – Un expert în energie solară din Noua Zeelandă. Arestat pentru delapidare și moartea a șapte tehnicieni într-un accident de testare, el dezvoltă o metodă de a reproduce rapid astrofagii.
- François Leclerc – Un climatolog francez care ajută la încetinirea schimbărilor climatice cauzate de astrofagii care absorb energia soarelui prin dezvoltarea unei metode care eliberează în atmosferă metanul din gheața antarctică prin utilizarea bombelor cu fuziune.

## Producție
În The New York Times, Weir spune că, după ce a finalizat Marțianul, a început o operă spațială în mai multe volume numită Zhek, despre o substanță care ar putea absorbi radiația electromagnetică și poate fi folosită ca un combustibil pentru călătoriile interstelare. A scris 75.000 de cuvinte înainte de a abandona proiectul și de a începe romanul Artemis (2017). Mai multe elemente din Zhek au fost aduse în Proiectul Hail Mary, inclusiv un personaj birocrat nemilos și o substanță care absoarbe energie folosită drept combustibil pentru nave stelare.

## Publicare
Proiectul Hail Mary a fost lansat la 4 mai 2021 de Ballantine Books. Este disponibil hardcover, e-book și audiobook. Cartea audio povestită de Ray Porter⁠(d) folosește efecte sonore melodice în fundal ori de câte ori „Rocky” vorbește.

## Recepție
Proiectul Hail Mary a avut recenzii în general pozitive. Scriind pentru The New York Times, autorul de science fiction Alec Nevala-Lee⁠(d) a spus „Pentru cititorii care îi pot ierta deficiențele, rezultatul este o odisee spațială captivantă”.
Kirkus Reviews a dat cărții o recenzie cu stele, descriind-o drept „O poveste de neuitat despre supraviețuire și puterea prieteniei – nimic mai puțin decât o capodopera științifico-fantastică”. 
Scriind o recenzie pentru The Washington Post, președinta SFWA și scriitoarea de science fiction Mary Robinette Kowal⁠(d) menționează că există o mulțime de lucruri de iubit la această carte, cum ar fi entuziasmul molipsitor al lui Grace pentru știință. În același timp, Kowal menționează unele dintre numeroasele defecte ale romanului, cum ar fi lipsa utilizării listelor de verificare, care sunt foarte importante în domeniile aviației, astronauticii și medicinei în reducerea erorilor provocate de om pe care Grace pare să le ignore și l-ar fi putut împiedica să facă numeroasele sale erori de judecată.
O recenzie din Locus Magazine a afirmat că: „Proiectul Hail Mary, totuși, nu este o simplă reluare a Marțianului. În schimb, este o sărbătoare a vocii lui Weir... Amestecul plin de știință și ficțiune al lui Weir din Proiectul Hail Mary este o revenire la munca care l-a adus acolo unde este.”
Recenzorul de la The Boston Globe a scris că „ Proiectul Hail Mary este încă un fir spațial plin de suspans, zig zaguri⁠(d) – uneori literale – în direcții ingenioase”.
Proiectul Hail Mary a debutat pe locul 3 în  lista The New York Times Best Seller în categoria Combined Print & E-Book Fiction (ficțiune tipărită și e-book combinată) în mai 2021.
În august 2021, cartea era deja pe lista NYT de 9 săptămâni.
Proiectul Hail Mary a ajuns, de asemenea, pe locul 1 în lista celor mai vândute ficțiuni audio din New York Times timp de trei săptămâni în februarie 2022.
Romanul a debutat pe locul 2 în lista Los Angeles Times SoCal Bestsellers în categoria ficțiune cu copertă dură  și pe locul 6 în listaThe Wall Street Journal Bestseller Books la o categorie similară  în aceeași lună. Cartea era încă pe lista LA Times la mijlocul lunii august. 
În august 2021, a debutat pe locul 1 pe lista Locus Bestsellers în categoria ficțiune cu copertă dură , rămânând pe prima poziție timp de cinci luni consecutive  înainte de a coborî pe o poziție inferioară, unde a rămas timp de 11 luni consecutive până în iunie 2022. 
Bill Gates și Barack Obama au adăugat cartea la recomandările lor de carte din 2021.

## Premii
- Premiul Dragon din 2021 pentru cel mai bun roman științifico-fantastic[21]
- Premiile Goodreads Choice pentru cea mai bună ficțiune științifico-fantastică din 2021,[22]
- Premiul Audie pentru științifico-fantastic din 2022 (Audie Award for Science Fiction⁠(d))[23]
- Premiul Audie pentru Cartea audio a anului din 2022[23]
- Premiul Seiun din 2022 pentru cea mai bună lucrare lungă tradusă [24]

## Adaptare cinematografică
Weir a vândut drepturile de adaptare cinematografică a cărții către Metro-Goldwyn-Mayer la începutul anului 2020 pentru 3 milioane de dolari americani. Ryan Gosling a semnat pentru a juca și a produce proiectul în martie 2020, Phil Lord și Christopher Miller au semnat pentru regia filmului în mai, iar Drew Goddard⁠(d), care a adaptat anterior romanul de debut al lui Weir, Marțianul, într-un film omonim, a semnat pentru a scrie scenariul filmului în iulie.
În mai 2023, a fost dezvăluit că producția filmului va începe la începutul anului 2024 în Regatul Unit.
În aprilie 2024, Amazon MGM Studios⁠(d), care a achiziționat MGM în 2022, a anunțat o posibilă fereastră de lansare în 2026. Mai târziu în aceeași lună, a fost stabilită o dată de lansare la 20 martie 2026. În momentul anunțului, lista persoanelor asociate cu acest film ca producători i-a inclus pe Amy Pascal⁠(d), Gosling, Lord, Miller, Aditya Sood, Rachel O'Connor și Weir.
Sandra Hüller a fost atașată distribuției în mai 2024.
Filmările au început la 3 iunie 2024.